# Joaquín Guzmán
Joaquín Guzmán (celým jménem Joaquín Archivaldo Guzmán Loera, přezdívaný El Chapo Guzmán – prcek Guzmán, narozen podle různých zdrojů buď 25. prosince 1954 nebo 4. dubna 1957) je bývalý šéf mexického drogového kartelu Sinaloa, zločinecké organizace nazvané podle mexického státu Sinaloa u Tichého oceánu. Byl několikrát zatčen a uvězněn, od svého útěku z vězení v roce 2001 byl podle společnosti Forbes po Usámovi bin Ládinovi nejhledanějším uprchlíkem a současně 41. až 60. nejbohatším člověkem na světě a až do svého zatčení byl vládou Spojených států považován za nejmocnějšího drogového bosse na světě. V únoru 2014 byl opět zatčen, v červenci 2015 opět uprchl, a v lednu 2016 byl znovu zadržen.

## Život

### Dětství a mládí
Narodil se v malé mexické osadě La Tuna u Badiraguata v Sinaloe do chudé rodiny a měl krušné dětství. Ve třetí třídě odešel prodávat pomeranče spolu se svým otcem, který ho údajně často bil. Postupně přešel k prodeji máku a v 15 letech začal prodávat marihuanu. O pár let později přešel přes svého strýce, Pedra Avilése Péreze, k pašování drog a organizovanému zločinu. Kvůli své nevýrazné výšce (168 cm) dostal přezdívku El Chapo (prcek).

### 70. a 80. léta
V 70. letech Guzmán pašoval drogy ke hranici s USA pro drogového bosse Héctora Palmu zvaného Blonďák a už tehdy byl velmi ambiciózní. V 80. letech se jeho přístup zalíbil kartelu Guadalajara, jehož bossem byl Miguel Ángel Félix Gallardo, v té době nejmocnější drogový boss Mexika pašující kokain z Kolumbie. Guzmán mu zpočátku sloužil jako řidič, později se vypracoval.

### 90. léta
V roce 1999 se rozpadl kartel Colima bratrů Amezcuových, kteří pašovali metamfetamin. Guzmán v tom viděl šanci, kterou chytil za pačesy. Vedle Guzmána měl v kartelu Sinaloa velké slovo i Ismael Zambada García, avšak Guzmán posílil svou moc poté, co získal zařídil pašování a produkci metamfetaminu na území Mexika.

### 2001–2019

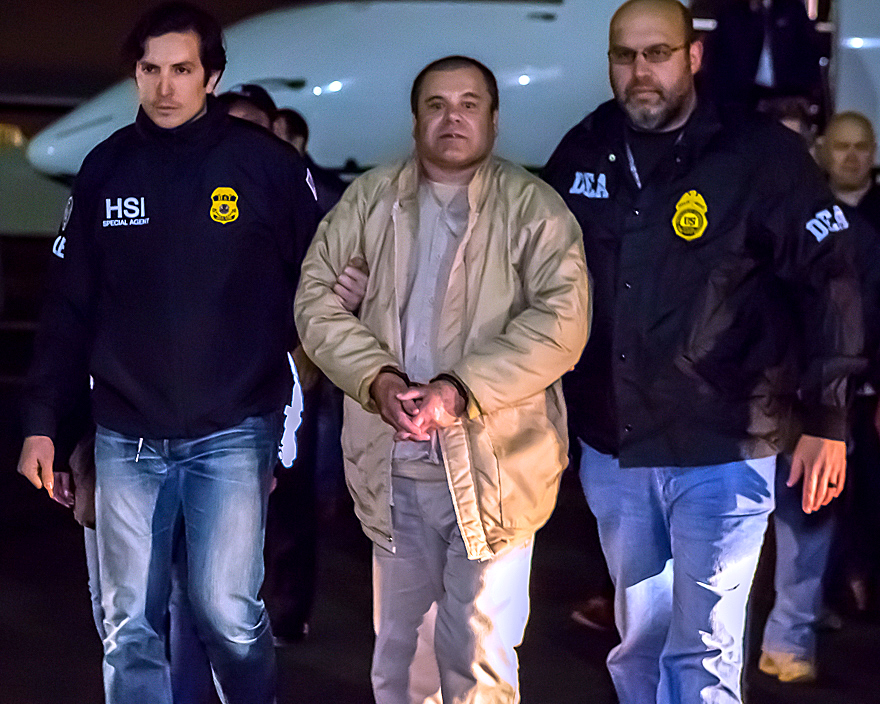
Zatčení Joaquína Guzmána

Dne 19. ledna 2001 uprchl z vězení a pokračoval v budování drogového impéria. Jeho osobní majetek dosahoval několika miliard, byl považován za jednoho z 50 nejbohatších lidí planety. Na jeho hlavu byla vypsána odměna 30 milionů pesos mexickou vládou a 5 milionů dolarů Spojenými státy.
Od roku 2003, kdy byl zavřen jeho rival Osiel Cárdenas z kartelu CDG (Cártel del Golfo), se stal Guzmán jedním z největších drogových bossů v Mexiku.
Dne 22. února 2014 byl Guzmán dopaden mexickými protinarkotickými jednotkami ve 4. patře družstevního domu v Mazatlánu v Sinaloe, když se snažil utéct tajným vchodem ukrytým pod vanou.
V noci z 11. na 12. července 2015 Guzmán utekl z věznice 1,6 km dlouhým tunelem, vedoucím přímo do jeho cely. Tunel pro něj vykopali jeho komplici.
Dne 8. ledna 2016 byl v jednom ze svých domů ve městě Los Mochis za pomoci mexické námořní pěchoty znovu zadržen. Během dopadení bylo zastřeleno 5 lidí. Zástupci USA a Mexika následně vyjednali Guzmánovo vydání do vězení ve Spojených státech. K vydání došlo v lednu 2017.
Dne 17. července 2019 byl Joaquín Guzmán odsouzen americkým soudem k doživotí plus 30 letům  v coloradské věznici přezdívané Alcatraz Skalistých hor.